# Mathematische Semesterberichte
Mathematische Semesterberichte ist eine 1932 von Heinrich Behnke und Otto Toeplitz gegründete mathematische Zeitschrift. die zweimal jährlich im Springer-Verlag erscheint.
Die Zeitschrift enthält Forschungsberichte über neue Entwicklungen der Mathematik, allgemeine und fachdidaktische Artikel zur Mathematik einschließlich Verbindung zu anderen Disziplinen und Artikel zur Mathematikgeschichte. Sie wendet sich auch an Fachdidaktiker der Mathematik an Schule und Hochschule und legt deshalb Wert auf einen klaren und motivierenden Stil.
Anfangs hießen sie Semesterberichte zur Pflege des Zusammenhangs von Universität und Schule aus den mathematischen Seminaren und stand in Verbindung mit dem Wirkungsort von Toeplitz, der Universität Kiel (Toeplitz musste aber vor den Nationalsozialisten emigrieren). Da Behnke lange Zeit der Herausgeber war, wurden dort viele Beiträge aus seiner auch für Mathematikpädagogik bekannten Schule veröffentlicht. 2022 erschien der Band (und Jahrgang) 69. Jeder Band hat zwei Hefte, die im Frühling und Herbst erscheinen. Sie erschien ab 1949/50 (Jahrgang 1) unter dem Titel Mathematisch-Physikalische Semesterberichte  zur Pflege des Zusammenhangs von Schule und Universität bei Vandenhoeck & Ruprecht (in neuer Folge von 1964 bis 1980, letzter Jahrgang 27) in Verbindung mit der Deutschen Mathematiker-Vereinigung.  Herausgeber waren neben Behnke Wilhelm Süss, Walter Lietzmann, Werner Kroebel, der Physikdidaktiker Hans Ristau, Karl Koch, Günter Pickert, Arnold Kirsch und andere. Ab 1981 (Band 28) hießen sie Mathematische Semesterberichte und wurden 1991 vom Springer-Verlag übernommen.
Sie hat die Rubriken Mathematische Bildergalerie, Mathematik in Forschung und Anwendung, Mathematik in der Lehre, Dokumente, Philosophische und Historische Sicht und Buchbesprechungen.
Herausgeber sind (2022) Ilka Agricola und Eva Müller-Hill. Ehemalige Herausgeber waren neben Behnke und Toeplitz unter anderem Klaus Volkert und Jörn Steuding sowie als Mitherausgeber Karl Peter Grotemeyer.
Die ISSN ist  0720-728X und 1432-1815 für die elektronische Ausgabe.